# ネット証券評議会
ネット証券評議会（ネットしょうけんひょうぎかい、英文名称：Net Securities Association）は、かつて存在した有限責任中間法人である。株式市場の活性化や、ネット取引の透明性向上に努めるべく、コンプライアンス体制の強化や、個人投資家にとって有益な情報の提供を行うことを目的とし、松井証券、イー・トレード証券（現・SBI証券）、カブドットコム証券、楽天証券により設立された（後にオリックス証券も加盟）。証券取引法の規定によって組織されている日本証券業協会（認可法人）と異なり、任意で設立された法人であった。会長は松井道夫。

## 沿革
- 2004年9月1日 - 設立
- 2004年9月4日 - 渋谷公会堂にて4社合同セミナー開催
- 2005年4月21日 - 個人投資家大アンケート実施
- 2005年8月1日 - 有限責任中間法人となる
- 2005年11月2日 - オリックス証券が特別会員から正式会員となる
- 2006年7月12日 - SBIイー・トレード証券（イー・トレード証券から改称）、楽天証券らが夜間取引市場開設の共同準備に合意（後にオリックス証券らも合意）
- 2006年9月15日 - カブドットコム証券が単独で夜間取引市場を開設
- 2007年3月16日 - 同年3月30日付でネット証券評議会解散を発表
- 2007年3月30日 - 解散

## 参加基準
公表されていないが、会長の松井道夫の発言から以下のようなことが基準として考えられる。
- インターネットを通じて、個人投資家に対して株取引の仲介業務を行っている証券会社であること。
- 東京証券取引所の夜間取引導入に積極的に賛成であること。
- 社内にコンプライアンス専門の組織があり、十分な要員がいること。
- システムが安定していること。

会長の松井道夫は、システム障害が多発した楽天証券について、「除名もありうる」という異例の発言をしていた。しかし、他の参加企業でもたまにシステム障害が発生することはある。また、ジョインベスト証券やマネックス証券も東証の夜間取引導入に賛成するのであれば、ネット証券評議会に参加してもよい旨の発言をしていた。

## 主な活動・提言

### コンプライアンス専門部会
評議会では、より使い勝手の良いネット証券取引・投資家保護実現のため、各種専門部会を設けるとしているが、現在コンプライアンス専門部会のみが設置されている。コンプライアンス専門部会は、売買審査・本人確認等ネット証券取引上特に問題となるものについて協議し、専門部会会員各社のコンプライアンス体制・水準の充実・向上を図ることを目的としている。
- ネット証券月次公表銘柄: 毎月末時点で日々公表銘柄に指定されている銘柄の取引に占める専門部会員各社の月間 シェア合計が30%を超える銘柄を公表していた。
- 各種Q&Aの公開: 不公正取引に関するQ&A、本人確認および仮名取引・借名取引に関するQ&A、信用取引のリスクに関するQ&Aを公開していた。

### 個人投資家大アンケート
2005年4月21日-5月17日に、インターネットおよびマネー雑誌掲載による回答選択式の「2005年 個人投資家大アンケート」を実施し、10代から70代以上までの個人投資家13,969名から回答を得た。アンケート調査結果はネット証券評議会ホームページで公表されている。この結果をもとにした評議会としての目立った活動は行われていないが、インターネット証券選択基準で「手数料の安さ」が1位になったことに関連して、楽天証券、イー･トレード証券を筆頭に2005年後半から手数料の値下げ競争が始まった。2006年以降個人投資家向けのアンケートは行われていない。

### 統計情報の公表
参加5社合計の市場シェア・口座数・預り資産・信用取引残高を毎月公表していたが、2007年3月30日をもって終了した。

### 手口情報の公表
参加五社合計の売買代金上位15銘柄を日次・週次で公表し、下記のメディアにも転載されている。また、参加5社のいずれかが主幹事会社になった新規上場企業に対して、上場から一定期間手口情報を提供するサービスも行っていた。
手口情報配信メディア一覧
- infoseek マネー
- 株式会社QUICK
- 株式会社時事通信社
- 株式会社投資レーダー
- ドリームバイザー・ドット・コム株式会社
- Bloomberg
- 日本経済新聞社　日経会社情報
- 日本経済新聞社　日経金融新聞
- Yahoo!ファイナンス
- ライブドアファイナンス（サービス終了）
- ロイター・ジャパン株式会社

### 個人投資家向けセミナーの開催
評議会の設立を記念して2004年9月4日「もっと自由に株式投資を」と題した個人投資家セミナーを渋谷公会堂で開催した。講演者は、会長の松井道夫、今井澂（白鷗大学教授、国際エコノミスト）、東保裕之（BRBインベストメント代表取締役社長）。同日に現マネックス証券も都内でセミナーを開催し、司会に佐藤まり江を起用していたが、ネット証券評議会のセミナーでは「モーニングサテライト」（テレビ東京）のお天気キャスター枦山南美を起用していた。なお、これ以降ネット証券評議会が主催・共催するセミナーは開催されておらず、各社で独自にセミナーを開催していた。

### 東証での夜間取引実現
評議会の最大の目的で、設立の経緯から、存在意義になっていた。しかし、東証での夜間取引実現が絶望的なため、まず2006年にカブドットコム証券が単独でオークション方式による夜間取引を開始した。続いて2007年に、SBIホールディングス、ゴールドマン・サックスを中心としてSBIジャパンネクスト証券を設立し続いた。

## 人事一覧
(2006年9月21日現在)
- 会長・代表理事　　松井道夫　 　松井証券代表取締役社長
- 理事　　　　　　　　　井土太良　 　SBIイー・トレード証券代表取締役執行役員社長
- 理事　　　　　　　　　齋藤正勝　 　カブドットコム証券代表執行役社長
- 理事　　　　　　　　　國重惇史　 　楽天証券代表取締役社長
- 理事　　　　　　　　　北山久行　 　オリックス証券取締役社長